# Štefanovce (Vranov nad Topľou)
Štefanovce é um município da Eslováquia, situado no distrito de Vranov nad Topľou, na região de Prešov. Tem 8,93 km² de área e sua população em 2018 foi estimada em 113 habitantes.

## Demografia
| Ano:        | 1994 | 2004   | 2014   | 2024    |
| ----------- | ---- | ------ | ------ | ------- |
| Broj ljudi: | 109  | 110    | 113    | 86      |
| Razlika:    |      | +0,91% | +2,72% | -23,89% |

| Ano:               | 2023 | 2024   |
| ------------------ | ---- | ------ |
| Número de pessoas: | 94   | 86     |
| Diferença:         |      | -8,51% |